# میخائیل واسیلیف
میخائیل واسیلیف (انگلیسی: Mikhail Vasiliev؛ زادهٔ ۸ ژوئن ۱۹۶۲) بازیکن هاکی روی یخ اهل اتحاد جماهیر شوروی سوسیالیستی بود.